# 犯罪徴表説
犯罪徴表説（はんざいちょうひょうせつ）は近代刑法理論の一つである。

## 概要
近代刑法学説の一つである。19世紀後半に社会と経済の変化によって犯罪が増加した。その際犯罪や刑罰を観念的にとらえている旧来の古典学派への批判が集まり、より実証性の高い方法で犯罪をとらえられる近代学派が誕生し、その中でこの説が誕生した。従来の学説では人が犯罪を犯したとき、犯罪行為そのものに対して刑罰を与えるという認識だったが、この学説では犯罪行為は行為者の危険性を徴表している（示している）として犯罪行為ではなくその行為した人に刑罰を与えるという認識になる。

## 犯罪徴表説の意義
刑法の是認理由を法益保護に求める立場をとる時は、社会侵害行為（すなわち法益侵害行為）に対して社会を防衛するためにこの説が用いられる。つまり犯罪は人の法益侵害に対する危険性を表すこととして意味される。またこの学説の立場では危険な性格の所有者は社会から防衛的対抗を受けるべき地位にあるという点で、社会に対して自己の危険性を理由に責任を負う、即ちこの立場では犯人の主観や人格が最優先されるのである。そのため、保護刑主義は必然主観主義の学説が要求され、保護刑主義の帰結先としてこの学説が存在している。

## 犯罪徴表説に対する批判
犯罪行為を犯人の心理的欠陥の徴表と解釈すると、犯罪が刑罰の基礎ではなく刑罰の機会にすぎなくなり、刑罰の基礎が犯人がさらに犯罪を起こすことの蓋然性とすると、この蓋然性を認めるために特定の刑法に定められた行為を認めてしまうことになり、矛盾をはらんでしまうという批判である。また、この説では過失犯に対しても性格の嫌疑がかかるという点で個人の権利が侵害されるという批判も存在している。